# Xfinity Center
Le Xfinity Center (surnommé The House Gary Built) est une salle omnisports située sur le campus de l'Université du Maryland à College Park dans le Maryland.
C'est le domicile des équipes masculine et féminine de basket-ball de l'université (Maryland Terrapins). Le Xfinity Center a une capacité de 17 950 places et 20 suites de luxe.

## Galerie

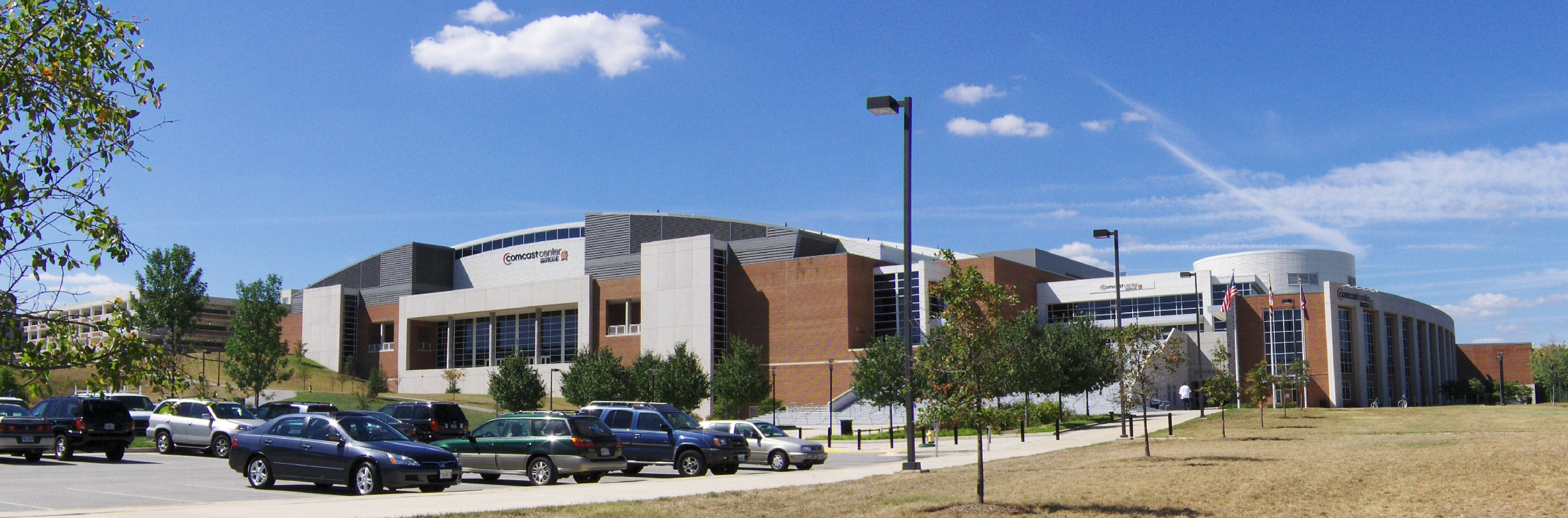
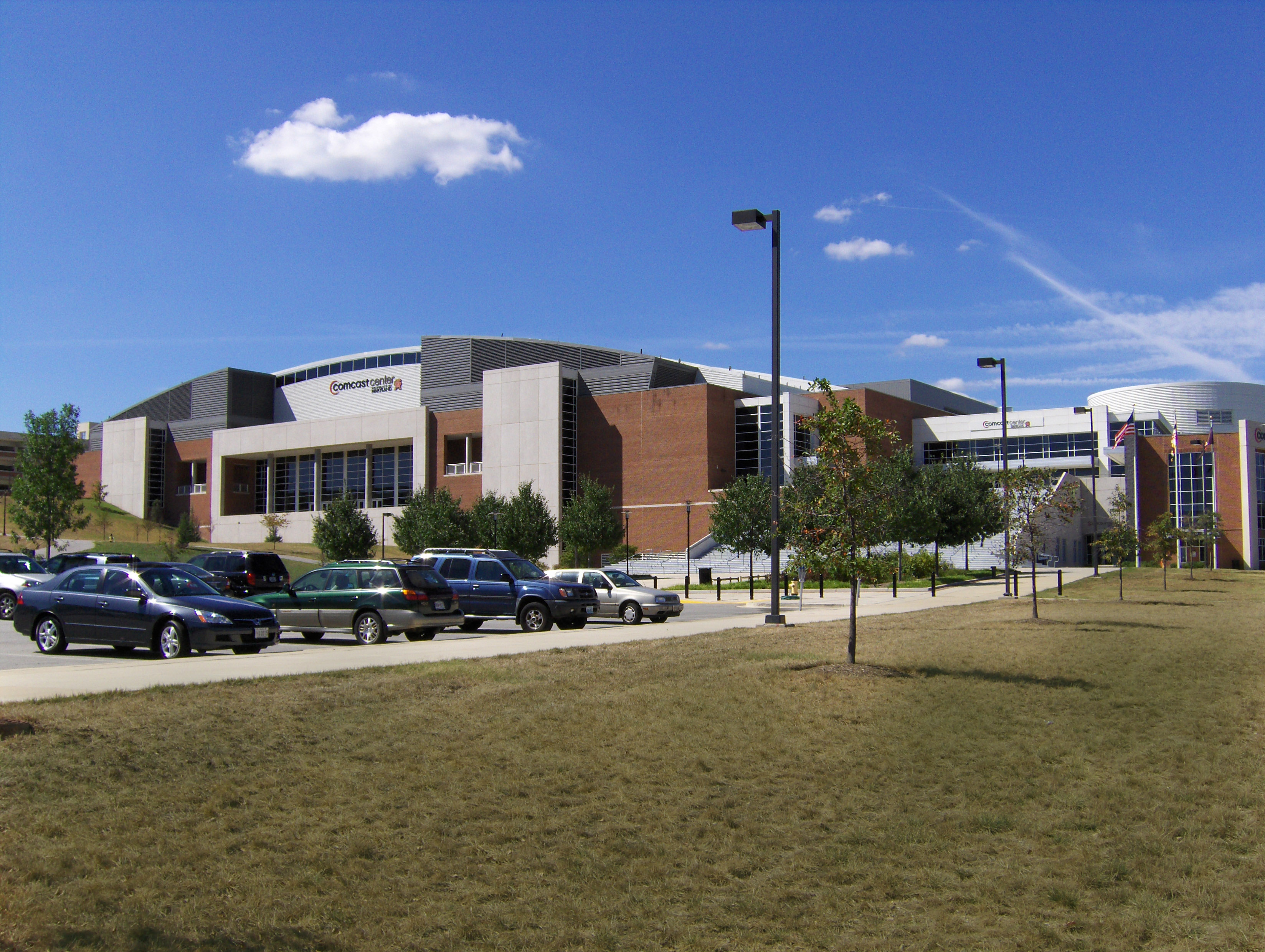
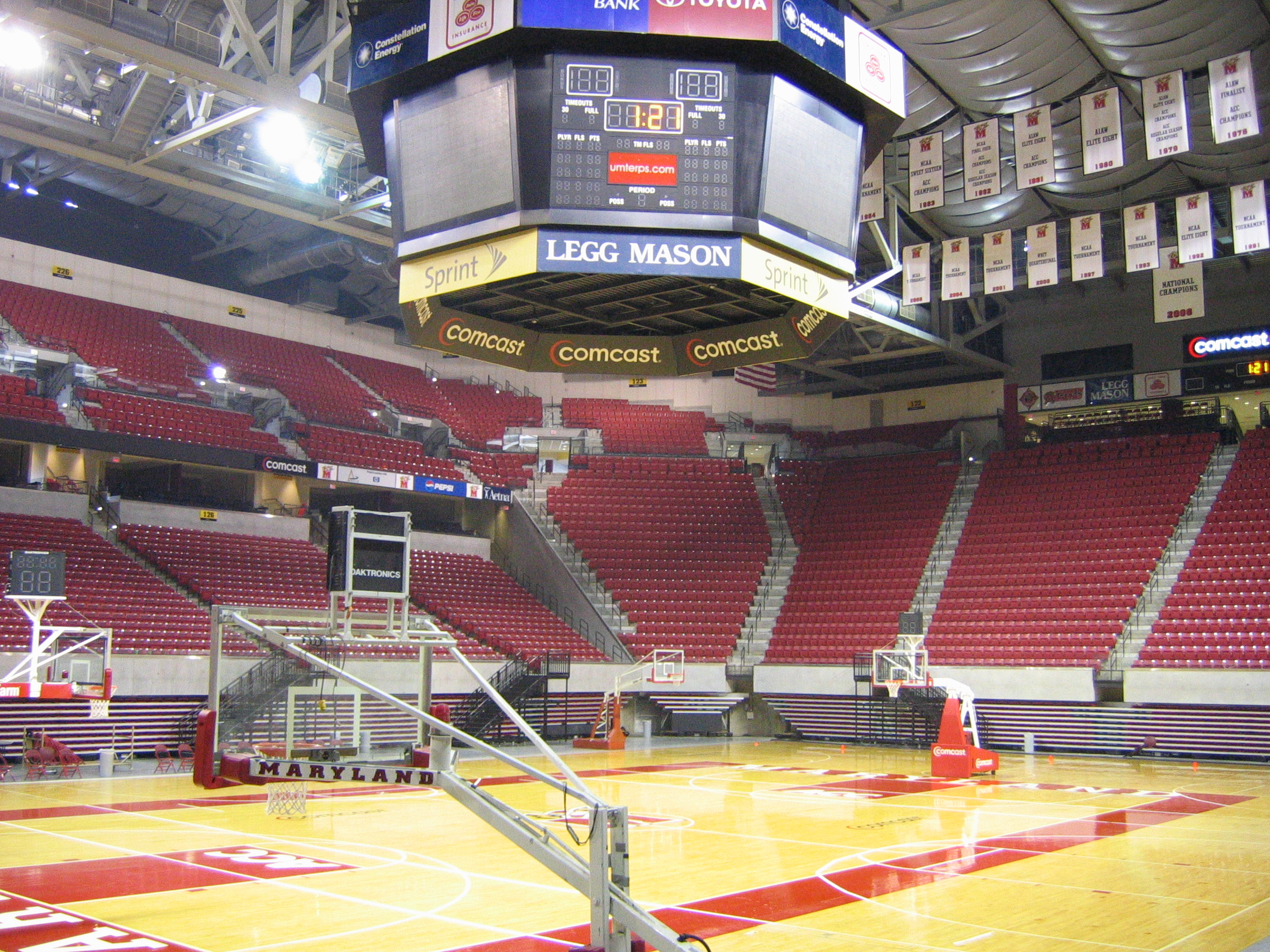
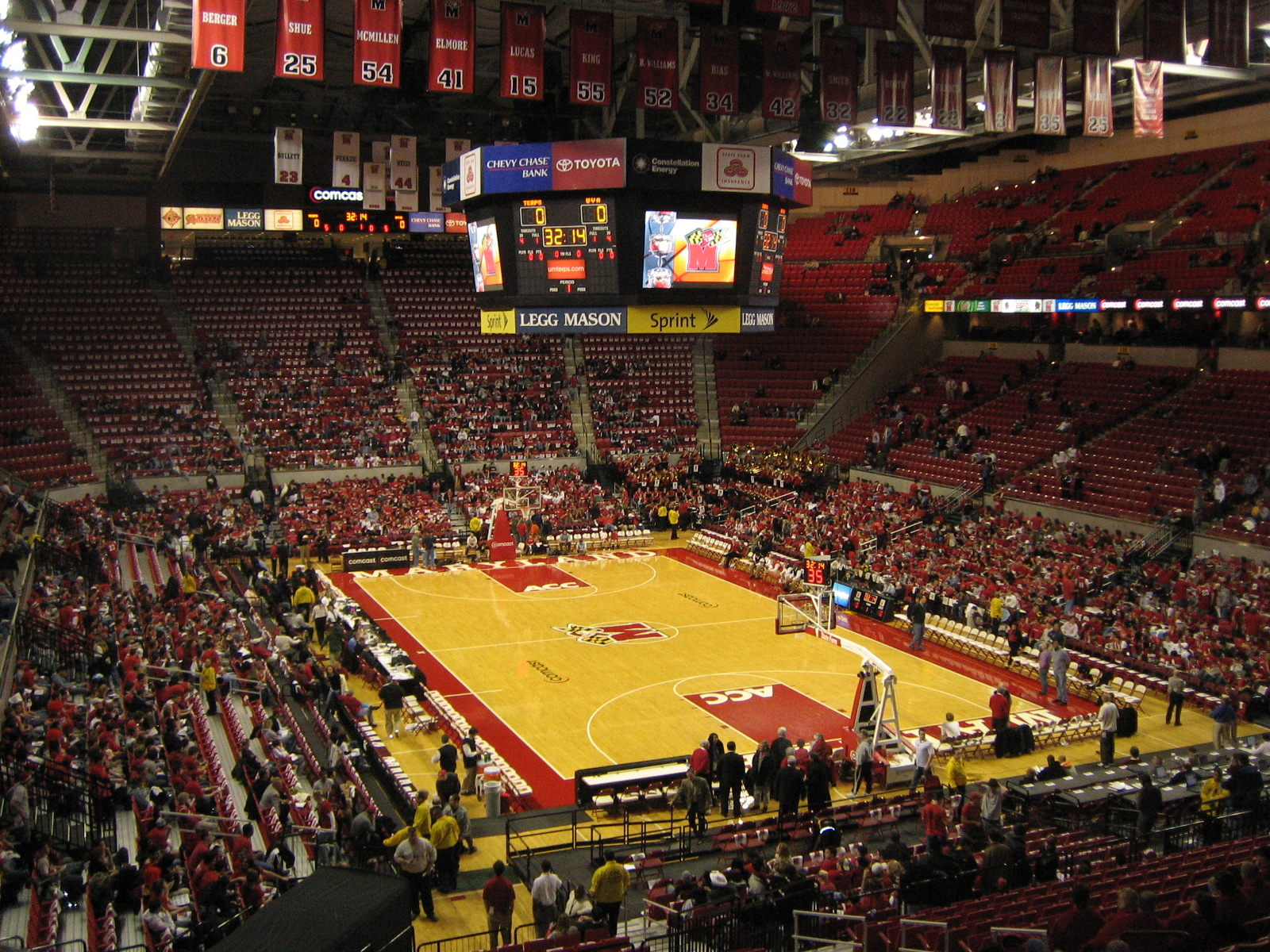